# 魔药墨角兰
《魔藥墨角蘭》是鈴城芹以四格漫畫形式創作的日本漫畫。連載於芳文社漫畫雜誌《Manga Time Kirara MAX》2009年7月號至2012年10月號，單行本全3冊。2011年推出廣播劇CD。

## 登場人物
馬放拉姆（聲：井口裕香）
馬放保險調劑藥房的藥師和魔女。曾在英國留學。
馬放優希（聲：日笠陽子）
馬放保險調劑藥房的藥師。馬放拉姆的妹妹。
濱路霧（聲：小暮英麻）
馬放保險調劑藥房的藥劑師。市矢的妹妹。
古河潤（聲：小島惠美）
藥房附近中學生。田徑社社員。曾經被藥房開的魔藥治好了重要比賽前一天的感冒。藥房的常客。
藥師寺錠（聲：市來光弘）
中央小學5年3班學生。藥房的常客。
曙育音（聲：又吉愛）
中央小學5年3班學生。藥房的常客。
豬瀨麻央（聲：高本惠）
中央小學5年3班學生。
濱路市矢（聲：波多野和俊）
中央小學5年3班班主任。雫和優希的哥哥。
濱路雫（聲：若林直美）
市矢的妹妹，霧的姐姐。醫院的護士。

## 出版書籍
| 冊數 | 芳文社         | 芳文社                 |
| 冊數 | 發售日期       | ISBN                   |
| ---- | -------------- | ---------------------- |
| 1    | 2010年7月27日  | ISBN 978-4-8322-7928-5 |
| 2    | 2011年9月27日  | ISBN 978-4-8322-4067-4 |
| 3    | 2012年10月27日 | ISBN 978-4-8322-4211-1 |

## 廣播劇CD
2011年5月27日年發售廣播劇CD。

## 外部連結
- くすりのマジョラム （页面存档备份，存于）（日語）